# Tohorot (tratado)
Tohorot (en hebreo: מסכת טהרות) (transliterado: Masejet Tohorot) es un tratado de la Mishná y el Talmud babilónico, que trata especialmente sobre los grados menores de impureza, cuyos efectos duran sólo hasta la puesta del sol. En la mayoría de las ediciones de la Mishná, Tohorot es el quinto tratado del orden de Tohorot. El tratado está dividido en diez capítulos, y cuenta con noventa y seis párrafos en total. El tratado de Tohorot trata sobre las diversas leyes relativas a la pureza, especialmente sobre las formas de contraer la impureza ritual, y sobre las leyes relativas a la pureza de los alimentos. No existe una Guemará para el tratado de Tohorot, ni en el Talmud de Jerusalén ni en el Talmud babilónico.

## Contenido
Capítulo 1: Este capítulo trata sobre las 13 regulaciones concernientes a la impureza ritual de una ave que no ha sido ritualmente sacrificada, que cantidad de dicha ave es ritualmente impura, que partes de dicha ave son incluidas para hacer el recuento de la cantidad mínima requerida, y desde que momento una cabeza de ganado que no ha sido ritualmente sacrificada adquiere un grado menor de impureza.
Capítulo 2: Este capítulo trata sobre como los alimentos pueden volverse impuros, cuando son tocados por una persona ritualmente impura, cuando una persona puede volverse ritualmente impura, cuando esta persona manipula alimentos impuros, la diferencia entre los alimentos que no han sido santificados, y que alimentos pueden volverse ritualmente impuros.
Capítulo 3: Este capítulo trata sobre la impureza de las bebidas que se encuentran en un estado líquido, el grado de impureza de los diversos alimentos, y los casos de impureza dudosos.
Capítulo 4: Existen algunos casos dudosos de impureza ritual; hay seis casos en los que la impureza es quemada, existen algunos casos dudosos de impureza, en esos casos los sabios judíos (jajamim) declararon que el objeto era permisible. 
Capítulo 5: Las regulaciones concernientes a los diversos casos de impureza ritual.
Capítulo 6: La diferencia entre el dominio privado (reshut ha-yahid) y el dominio público (reshut harabaim) con referencia a los casos de impureza dudosa: en el dominio privado, todos los casos dudosos son declarados impuros, mientras que en el dominio público son declarados puros; diferentes lugares son considerados como un dominio privado con referencia al Shabat, pero esos mismos lugares son considerados como un dominio público con relación a los casos dudosos de impureza ritual.
Capítulo 7: Hay diversos casos en los que algo es considerado impuro por haber sido tocado por una persona ignorante de la ley, si esa persona no observa las leyes de pureza ritual, el contacto con ella es necesariamente impuro. Hay casos en los que se debe sospechar que una persona del pueblo (am ha-aretz) ha tocado los alimentos y las bebidas, aunque el personalmente no tenga conocimiento de ello. Si por ejemplo, la esposa de esa persona ha sido vista encender un fuego, y en ese fuego hay un recipiente que contiene una impureza, también es posible asumir que ella, aunque solamente quería encender el fuego, ha tocado también la comida; la mujer es curiosa por naturaleza, y por tanto quiere saber lo que están cocinando sus vecinos, ella muy posiblemente levantará la tapa del recipiente para descubrir su contenido.
Capítulo 8: Posteriores regulaciones concernientes a lo siguiente: 
1) las precauciones que deben ser tomadas por las personas que son conocedoras de la ley judía (halajá) con tal de protegerse de la impureza ritual causada por una persona del pueblo (am ha-aretz); 
2) los productos adecuados para el consumo humano, y que por lo tanto forman la base de las regulaciones concernientes a la impureza de los alimentos; 
3) las posteriores regulaciones concernientes a la impureza de las bebidas. 
Los Capítulos 9 y 10: hacen referencia a las aceitunas y al prensado del aceite, y tratan sobre como estos productos pueden volverse impuros. Hay otras regulaciones relacionadas con la pureza y la impureza ritual, y estas regulaciones hacen una especial referencia al prensado del vino kosher.